# Phare d'Aveiro
Le phare d'Aveiro est un phare situé dans la freguesia de Gafanha da Nazaré de la municipalité d'Ílhavo, dans le district d'Aveiro (Région Centre du Portugal).
Avec ses 62 mètres de hauteur, il est le plus grand phare du Portugal, le deuxième de la Péninsule ibérique, et est géré par la direction des phares de l'Autorité Maritime Nationale.

## Histoire
Situé au sud de la Ria d'Aveiro, il est le plus grand phare au Portugal. Il a été mis en service le 15 octobre 1893.
En 1856, près de 50 ans après avoir aménagé artificiellement la barre de la Ria d’Aveiro, il fut convenu qu’il fallait choisir un emplacement adéquat pour ériger un phare. Pourtant, ce n'est qu'en 1879 que le plan initial fut élaboré, marquant également le début de sa construction. Ce plan envisageait une tour octogonale de 55 mètres de haut.
Le phare commença à fonctionner en 1893 avec une tour cylindrique de 62 mètres de haut, atteignant 66 mètres d'altitude, le hissant parmi les plus élevés du monde à cette époque. C’est également en 1893 que son signal sonore fut activé.
À ses débuts, sa lumière était alimentée par de la vapeur de pétrole, avec la rotation de l'optique assurée par un mécanisme d’horlogerie. Sa lumière, caractérisée par des groupes de quatre éclairs blancs se répétant toutes les 13 secondes, était visible à une distance de 23 milles nautiques (environ 42,5 km). Bien que l'électrification ait été réalisée en 1936, ce n'est qu'en 1990 qu'il a été automatisé à part entière.
Chaque mercredi après-midi, il est possible de gravir ses 288 marches pour admirer la géographie des canaux de la Ria et les vastes étendues de sable doré. De plus, depuis son sommet, la ville de Gafanha da Nazaré ainsi que les montagnes de Freita et Caramulo sont visibles.
Identifiant : ARLHS : POR-101 ; PT-095 - Amirauté : D2056 - NGA : 3272.
|           |
| Intérieur |

|                |
| Praia de Barra |